# Jacques de Biez

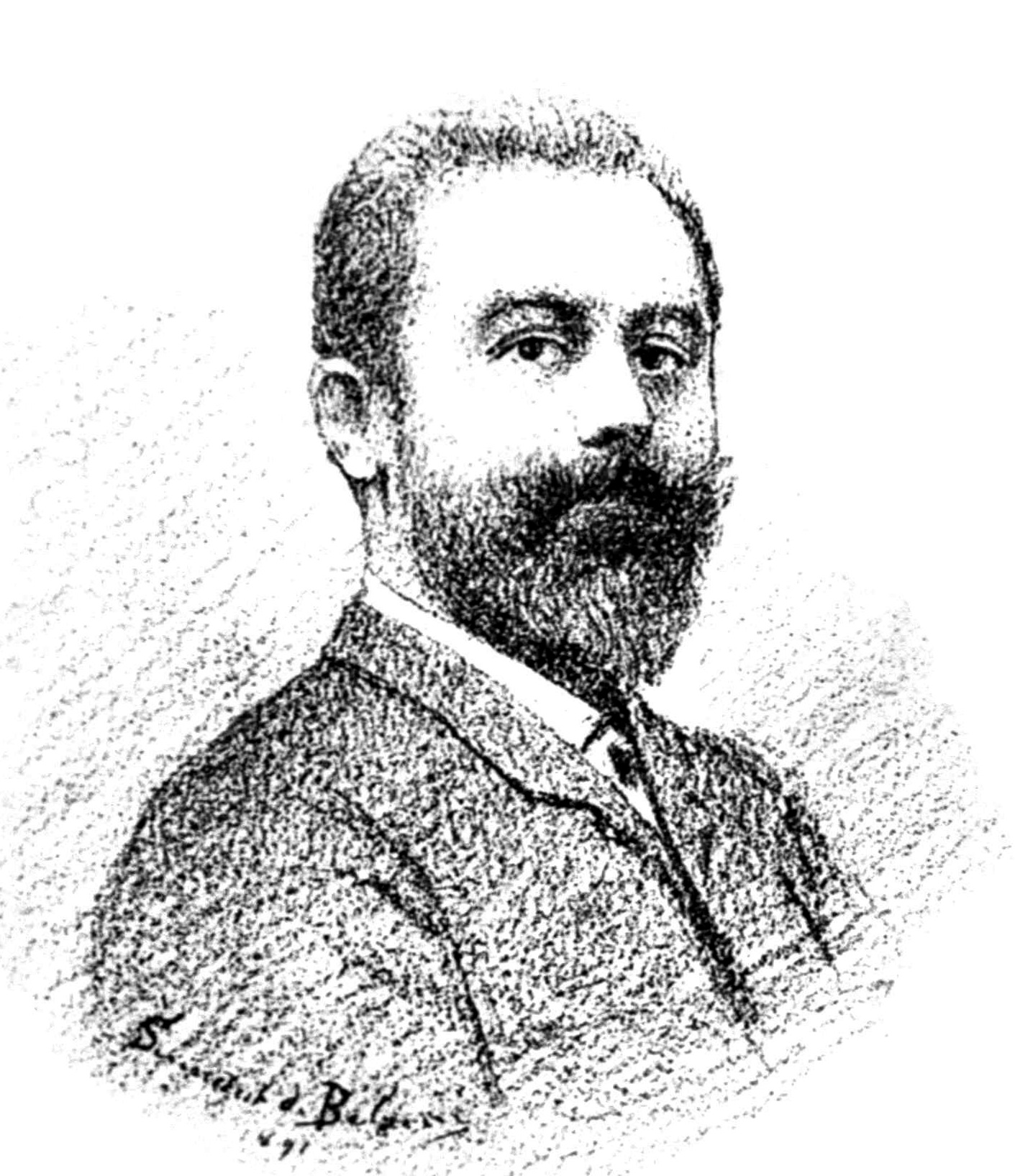
Jacques de Biez (1852-1915)

Jacques de Biez (1852-1915) fue un periodista, historiador y crítico de arte francés. Fue secretario de la redacción de La République française y miembro de la Liga Antisemita de Francia.
Antisemita republicano, de Biez fundó, junto a Édouard Drumont, la primera Liga Antisemita de Francia. Ésta, muy efímera, precedió a la Liga Antisemita de Francia de Jules Guérin. Según un colaborador de Gil Blas, de Biez fue uno de los "primeros protagonistas del antisemitismo (sic)."
Poco después de la fundación del periódico La Libre Parole de Drumont, de Biez dejó París para trasladarse al departamento de Vienne. Allí trabó amistad con el arqueólogo e historiador local, el padre Camilo de la Croix. Prosiguió su correspondencia y colaboración con algunas publicaciones parisinas, como La Libre Parole de Drumont, Gil Blas de Guérin y La Terre de France. Durante varios años de Biez desarrolló política radical en Vienne y contribuyó regularmente en el periódico republicano L'Avenir de la Vienne, de Alexandre Masson. 
Dejó el Poitou a principios del Siglo XX para regresar a París, en donde muere en 1915.